# Premi Alas
El premi Alas (en espanyol: Premio Alas) guardó a la cultura uruguaiana. Atorgats a Uruguai per l'associació cultural Interarte, són guardons anuals que reconeixen la trajectòria i l'aportació realitzat a la cultura uruguaiana per artistes, creadors o intèrprets i periodistes culturals, tant ciutadans naturals com legals.
Van ser creats el 2001 per iniciativa de Joan Carles Gébelin, fundador de Interarte i en aquest moment president de l'associació. En cada edició s'atorguen quatre premis, alternant entre les següents disciplines: música, arts plàstiques, teatre, cinema, dansa, lletres, fotografia, escenografia i vestuari per a espectacles, i periodisme cultural.
L'estatueta de bronze i fusta fina va ser concebuda per Interarte per l'artista plàstica Ana María Poggi.
La primera cerimònia de lliurament dels Premis Ales va tenir lloc el 15 d'agost de 2001 i, com a homenatge a la dona uruguaiana, les guardonades van ser la periodista Mónica Bottero, l'artista plàstica Águeda Dicancro, la pianista Nibya Mariño i l'actriu Estela Medina.
Al setembre de 2020, es va guardonar als uruguaians Teresa Porzecanski, Teresa Trujillo, Eduardo Fernández i César Troncoso.